# Lowell Fulson
Lowell Fulson était un guitariste et chanteur de blues américain né à Tulsa dans l'Oklahoma le 31 mars 1921 et mort à Long Beach en Californie le 6 mars 1999.

## Biographie
Lowell Fulson fut influencé par des guitaristes comme Blind Lemon Jefferson et Lonnie Johnson. Sa voix voilée et nonchalante et son style de guitare note par note lui ont apporté une grande popularité parmi les noirs de la ville de San Francisco.

## Distinctions et récompenses
- 1993 - introduction à titre personnel au Blues Hall of Fame
- 1993 - Reconsider Baby introduite au Blues Hall of Fame dans la catégorie Classic of Blues Recording - Single or Album Track[1]
- 1993 - Blues Music Award pour Hold On (Traditional Album of the Year)
- 1993 - Rhythm and Blues Foundation : Pioneer Award
- 1995 - nommé au Grammy Awards pour Them Update Blues (Best Traditional Blues Album of the Year)
- 1995 - Rock and Roll Hall of Fame : Reconsider Baby intégrée à la liste des 500 Songs That Shaped Rock and Roll
- 2010 - Blues Hall of Fame : Hung Down Head introduit dans la catégorie Classics of Blues Recording - Albums